# Polyodontes atromarginatus
Polyodontes atromarginatus är en ringmaskart som beskrevs av Horst 1917. Polyodontes atromarginatus ingår i släktet Polyodontes och familjen Acoetidae. Inga underarter finns listade i Catalogue of Life.